# Равіністичний юдаїзм
Равіністичний юдаїзм або рабинська ера — це рабинський рух, що виник після руйнування другого Єрусалимського храму (70 р. н. е.) і перетворився на основну течію юдаїзму. Приблизно з 200 р. течія має сформований обряд і богослов'я.
Характерним для цього руху є, з одного боку, визнання більше влади рабинів, ніж тлумачення священних писань, а з іншого — новий культовий порядок, актуальний для вірних після руйнування храму, що більше не включав жертвоприношення тварин, а робив акцент на здійсненні молебнів.
До XI століття розуміння змісту та обсягу письмових юдейських джерел було принципово повним, що заклало основу сучасного юдаїзму.

## Час консолідації

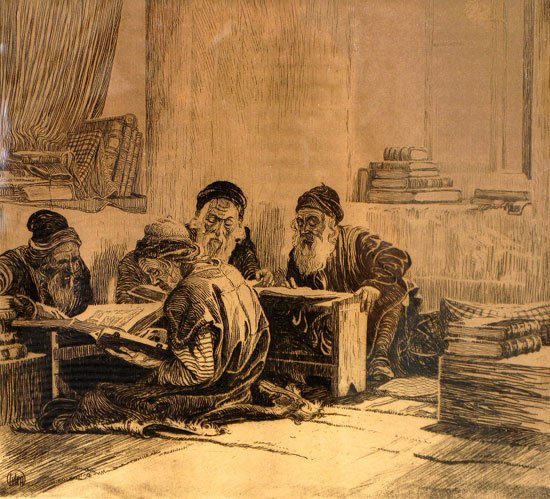
Студенти Талмуду

Руйнування Другого храму в 70 році стало глибоким переломним моментом в єврейській історії. Саме тоді, незважаючи на не відразу помітні зміни в юдейській обрядовості, починається історія рабинського юдаїзму. До 70 року весь культ юдаїзму, узаконений старозавітним богослов'ям, був орієнтований на храм та Єрусалим. Знищення спричинило дві речі, які зробили необхідною переорієнтацію юдаїзму: з одного боку, була знищена центральна точка культу, що існувала до того часу, а з іншого — відбулася легітимація певних груп, наприклад попередніх когенів або садукеї. Саме тому була необхідна реорганізація культового життя.
Друга суттєва зміна стосується політичного рівня: слід визнати, що після смерті Ірода управління Юдеєю було організовано з Риму. Проте, після поразки Єрусалим, на відміну від Кесарії Маритими, став головною базою римських військ. Крім того, під час війни було вбито близько третини всіх євреїв (близько 1,1 мільйона), а все єврейське майно було віддано Риму.
Ініціативу нової орієнтації рабинська традиція приписує Йоханану бен Саккаю.

### Йоханан бен Саккай та центр Ябне

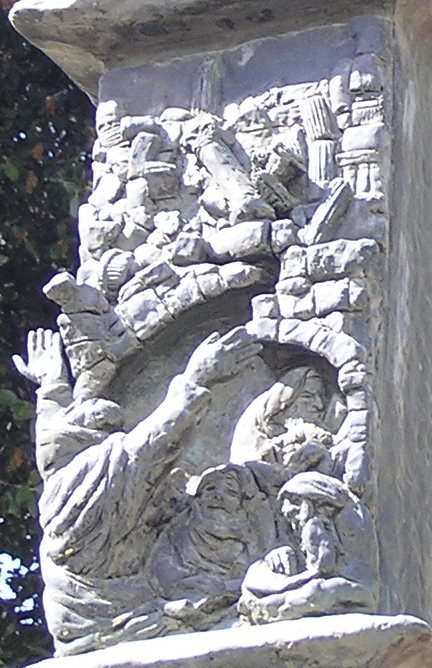
Йоханан бен Саккай, барельєф на великій Менорі Кнесету

У 70 році Йоханан бен Саккай був вивезений з Єрусалима контрабандою в труні й заснував єврейську школу в Явне, що заклала основу рабинського богослов'я. З сьогоднішньої точки зору, традиційні писання більше не допускають різкого розмежування легенд та історії, але безперечно, що бен Саккай зібрав навколо себе численних осіб, які складалися з усіх груп юдаїзму, важливих до руйнування храму: священників, книжників. Крім того, долучалися інші люди, які намагалися переосмислити єврейське життя без храму. Згідно з традицією, його та інших ранніх рабинів передусім турбували питання обряду та літургії, які тепер мали відбуватися без храму. Однак немає доказів того, що сучасний юдаїзм формувався саме тоді. Справжнє значення творів цього періоду стало зрозумілим лише пізніше.
З 80 року Гамаліель II взяв на себе керівну роль у групі Ябне, що мало різні наслідки: з одного боку, Гамаліель мав кращу позицію в юдаїзмі завдяки своєму походженню, а, з іншого боку, не мав клейма втечі з Єрусалиму. Крім того, відтепер можна використати різні спроби поліпшення стосунків між євреями та римлянами, наприклад, шляхом візитів до Сирії або через напівофіційне посольство до Риму.

### Повстання Бар-Кохби
Придушення повстання у 135 році вплинуло на євреїв так, як це було після закінчення другої єврейсько-римської війни в 70 р. Окрім великих втрат, цього разу римляни також заборонили євреям в'їжджати до Єрусалиму і поставили статую Юпітера над руїнами Другого храму. Цього разу найяскравішим нововведенням було те, що багато євреїв переїхали до сусідньої Сирії в діаспору, що, з одного боку, призвело до того, що рабини розробили яскраво виражену теологію переваг Ізраїлю, а з іншого, що євреї в Юдеї стали меншістю і центр єврейського життя перемістився до Галілеї, де вони все ще були більшістю.

### Новий початок в Уші
Оскільки Ябне вже не було придатне для центру єврейського життя в осиротілій Юдеї, Уша в Галілеї стала новим місцем рабинського юдаїзму. Нові починання спочатку базувалися на роботі Ябне; зокрема, робилися спроби поліпшити стосунки з Римом. Найважливішим нововведенням, пов'язаним зі змістом, на цьому ранньому етапі є визначення усної Тори (Мішна).

## Юдаїзм у християнському середовищі
Іншим важливим поворотним моментом для юдаїзму стало виникнення християнства спочатку як ранньої єрусалимської громади, потім по всій Римській імперії, а згодом по всій Європі та за її межами.

### Християнізація Римської імперії
Починаючи з 324 року, за Костянтина, в римській релігійній політиці стався переломний момент, який привілейовував християнство. На додаток до загальних наслідків, перш за все варто згадати, що християни поширюються в Палестині і особливо в прибережному регіоні. Крім того, відбулося яскраво виражене християнське паломництво до місць раннього християнства. У цьому контексті були побудовані церкви у Вифлеємі (Церква Різдва) та Єрусалимі (Церква Гробу Господнього). Хоча це призвело до економічного підйому, цей розвиток також означав, що євреї ставали дедалі більше іноземцями у власній країні.

## Походження усної Тори
Тлумачення Тори книжниками було прийняте ще з часу вавилонського вигнання (див. Езра), який вирішально визначив теологію юдаїзму. Після руйнування храму цей літературний жанр набув більшого значення так, що визнана та обов'язкова форма була доступна приблизно з 220 року.